# Tetyana Samoylenko
Tetyana Samoylenko-Dorovskykh (en ukrainien Тетяна Володимирівна Доровских, née Самойленко-Хамітова ; en russe Татьяна Самоленко-Доровских), née le 12 août 1961 dans l'oblast d'Orenbourg, en RSFS de Russie (Union soviétique), est une ancienne athlète, spécialiste du courses de demi-fond, ukrainienne qui a représenté l'Union soviétique. 
Elle a dominé le 1 500 m et le 3 000 m pendant des années, remportant trois médailles en 1987 et le titre olympique en 1988.

## Palmarès

### Jeux olympiques
- Jeux olympiques d'été de 1988 à Séoul ( Corée du Sud)
  -  Médaille de bronze sur 1 500 m
  -  Médaille d'or sur 3 000 m
- Jeux olympiques d'été de 1992 à Barcelone ( Espagne)
  - 4e sur 1 500 m
  -  Médaille d'argent sur 3 000 m

### Championnats du monde d'athlétisme
- Championnats du monde d'athlétisme de 1987 à Rome ( Italie)
  -  Médaille d'or sur 1 500 m
  -  Médaille d'or sur 3 000 m
- Championnats du monde d'athlétisme de 1991 à Tokyo ( Japon)
  -  Médaille d'argent sur 1 500 m
  -  Médaille d'or sur 3 000 m

### Championnats du monde d'athlétisme en salle
- Championnats du monde d'athlétisme en salle de 1987 à Indianapolis ( États-Unis)
  -  Médaille d'argent sur 1 500 m
  -  Médaille d'or sur 3 000 m

### Championnats d'Europe d'athlétisme
- Championnats d'Europe d'athlétisme de 1986 à Stuttgart ( Allemagne de l'Ouest)
  -  Médaille d'argent sur 1 500 m
  - 5e sur 3 000 m

### Championnats d'Europe d'athlétisme en salle
- Championnats d'Europe d'athlétisme en salle de 1992 à Gênes ( Italie)
  -  Médaille d'argent sur 3 000 m